# متلازمة كوستيلو
متلازمة كوستيلو، والمعروفة أيضًا باسم المتلازمة الوجهية الجلدية الهيكلية أو متلازمة إف سي إس، هي اضطراب وراثي نادر يصيب العديد من أجزاء الجسم. تتصف هذه المتلازمة بتأخر في التطور الجسدي وإعاقات معرفية وملامح مميزة في الوجه ومفاصل شديدة المرونة وطيات رخوة من الجلد الإضافي خصوصًا على اليدين والقدمين.:571 تحدث الشذوذات القلبية بشكل شائع، مثل تسرع ضربات القلب وتشوهات القلب الخلقية وزيادة نمو عضلات القلب (اعتلال العضلة القلبية الضخامي). قد يكون الأطفال المصابون بالمتلازمة كبيري الحجم عند الولادة، لكن النمو لديهم يكون أبطأ من أقرانهم كما يعانون من مشاكل في التغذية. لاحقًا خلال الحياة، يكون الأشخاص المصابون بهذه المتلازمة قصيري القامة ويملكون مستويات منخفضة من هرمونات النمو. تعتبر هذه المتلازمة جزءًا من اعتلالات عائلة بروتينات راس.
بدءًا من الطفولة المبكرة، يحمل الأشخاص المصابون بطفرات محددة تنتمي إلى مجموعة متغيرات متلازمة كوستيلو الجينية احتمالًا أكبر لحدوث بعض الأورام السرطانية أو غير السرطانية. تعتبر الأورام الحليمية أكثر التنشؤات غير السرطانية حدوثًا في سياق هذه المتلازمة، وتصيب عادة المناطق المحيطة بالأنف والفم. أكثر الأورام الخبيثة شيوعًا في سياق هذه المتلازمة هو الساركوما العضلية المخططة، وهو من أورام النسج الرخوة. لوحظ عدد من الأورام السرطانية الأخرى لدى الأطفال والمراهقين المصابين بهذا الاضطراب، مثل الورم الذي ينشأ من الخلايا العصبية الفتية (ورم الأرومة العصبية) وأحد أشكال سرطان المثانة (سرطان الخلية الانتقالية).
اكتشفت متلازمة كوستيلو من قبل طبيب الأطفال النيوزيلاندي جاك كوستيلو عام 1977. يعزى له الفضل في الإبلاغ عن المتلازمة في الدورية الأسترالية لطب الأطفال، المجلد الثاني، العدد 2، عام 1977.
متلازمة كوستيلو هي مرض وراثي بآلية الوراثة الجسدية السائدة

## الأعراض والعلامات
تشمل مظاهر الإصابة بمتلازمة كوستيلو ما يلي:
- صعوبات البلع، ما يعيق القدرة على الرضاعة.
- تأخر النمو، رغم وزن الولادة الطبيعي أو المرتفع.
- تأخر عقلي خفيف إلى متوسط عند معظم المصابين.
- كبر حجم الرأس.
- جلد رخو، خصوصًا في اليدين والقدمين.
- تجاعيد عميقة على باطن اليدين والقدمين.
- توضع منخفض للأذنين.
- زيادة في ثخانة شحمة الأذن.
- مفاصل شديدة المرونة.
- زيادة حجم الفم.
- تشوهات في الأسنان.
- إصابات قلبية مثل تسرع القلب واعتلالات العضلة القلبية.
- خشونة جلد الوجه.
- زيادة سماكة أظافر القدمين.

## الوراثة
يمكن أن تحدث متلازمة كوستيلو نتيجة الإصابة بأي من خمس طفرات على الأقل في جين إتش-راس الموجود على الكروموزوم 11. يقدم هذا الجين تعليمات لتركيب بروتين إتش-راس الذي يتحكم بالنمو والانقسام الخلويين. تؤدي الطفرات المرتبطة بمتلازمة كوستيلو إلى تركيب بروتين إتش-راس فعال طوال الوقت. بدلًا من تحريض النمو الخلوي استجابة لإشارات محددة صادرة من خارج الخلية، يوجه البروتين الشاذ مفرط الفعالية الخلايا المصابة للنمو والانقسام بشكل مستمر. قد يعرض هذا الانقسام الخلوي غير المضبوط المرضى لحدوث الأورام الحميدة والخبيثة. لا يزال الارتباط بين طفرات إتش-راس وبقية صفات متلازمة كوستيلو غير معروف تمامًا، لكن العديد من هذه الأعراض والعلامات ناتج عن فرط النمو الخلوي والانقسام الخلوي غير المضبوط.

## التشخيص
قد يكون تشخيص متلازمة كاستيلو اعتمادًا على الموجودات السريرية صعبًا على الأطباء للوهلة الأولى، إذ توجد حالات مرضية أخرى تشابه هذه المتلازمة في عدد من المظاهر السريرية. يبدأ الطبيب بتقييم طول الطفل وقياس رأسه والوزن عند الولادة.
يعتبر تحليل الجينوم الكامل والإكسوم أفضل الطرق التشخيصية لمتلازمة كوستيلو.

## العلاج
في اجتماع الجمعية الأمريكية لعلوم الوراثة البشرية عام 2005، قدم فرانسيس كولينز عرضًا حول طريقة علاج صممها للأطفال المصابين بالبروجيريا. تحدث عن تأثير الأدوية المثبطة لإنزيم فيرنزلترانسفيراز (إف تي آي) على بروتين إتش-راس. بعد هذا العرض، ناقش أعضاء شبكة عائلة متلازمة كوستيلو إمكانية مساعدة هذه الأدوية في علاج الأطفال المصابين بمتلازمة كوستيلو. وافق مارك كيران، وهو الذي قدم الندوة الدولية الأولى للبحث العلمي حول متلازمة كوستيلو عام 2007، على إمكانية وجود دور لأدوية إف تي آي في مساعدة الأطفال المصابين بمتلازمة كوستيلو. ناقش مع عدد من المهتمين بمتلازمة كوستيلو ما تعلمه من خلال تأسيس التجارب السريرية للبروجيريا باستخدام أدوية إف تي آي وإجراء هذه التجارب، وذلك لمساعدتهم في التفكير بخطوات لاحقة.
يعتبر دواء لوفاستاتين، وهو المستخدم كعلاج لمتلازمة الورم العصبي الليفي من النوع الأول (داء فون ريكلنغهاوزن)، من الأدوية الأخرى المؤثرة على إتش-راس. عند نشر هذا الخبر في وسائل الإعلام، سؤل المجلس الاستشاري المعني بمتلازمة كوستيلو عن إمكانية استخدام الدواء في علاج هذه المتلازمة. رُبطت الأبحاث المتعلقة بتأثيرات ليفوستاتين بالباحث ألسينو سيلفا، والذي قدم نتائجه البحثية في ندوة عام 2007. اعتقد سيلفا أيضًا أن الدواء الذي كان يدرسه قد يساعد الأطفال المصابين بمتلازمة كوستيلو على أداء الوظائف المعرفية.
يعتبر مثبط إنزيم إم إي كي نوعًا ثالثًا من الأدوية التي قد تفيد في علاج الأطفال المصابين بمتلازمة كوستيلو، فهي تثبط عمل السبيل الأقرب إلى نواة الخلية.